# Чагатайский улус
Чагатайский (Джагатайский) улус (Улус Чагатая, Чагатай Орда, государство Чагатаидов) — тюрко-монгольское государство, существовавшее в XIII—XIV веках. Образовано в Средней Азии в 1224 году как улус в составе Монгольской империи. Улус был выделен сыну Чингисхана — Чагатаю. После раздела Монгольской империи в 1269 году — суверенное государство.
С 1326 года официальной религией Чагатайского улуса стал ислам. В период своего расцвета в конце XIII века улус простирался от Амударьи к югу от Аральского моря до Алтайских гор на границе современной Монголии и Китая, примерно соответствуя территории Каракитайского ханства. В 1340-е годы государство распалось на Могулистан и Мавераннахр.

## История

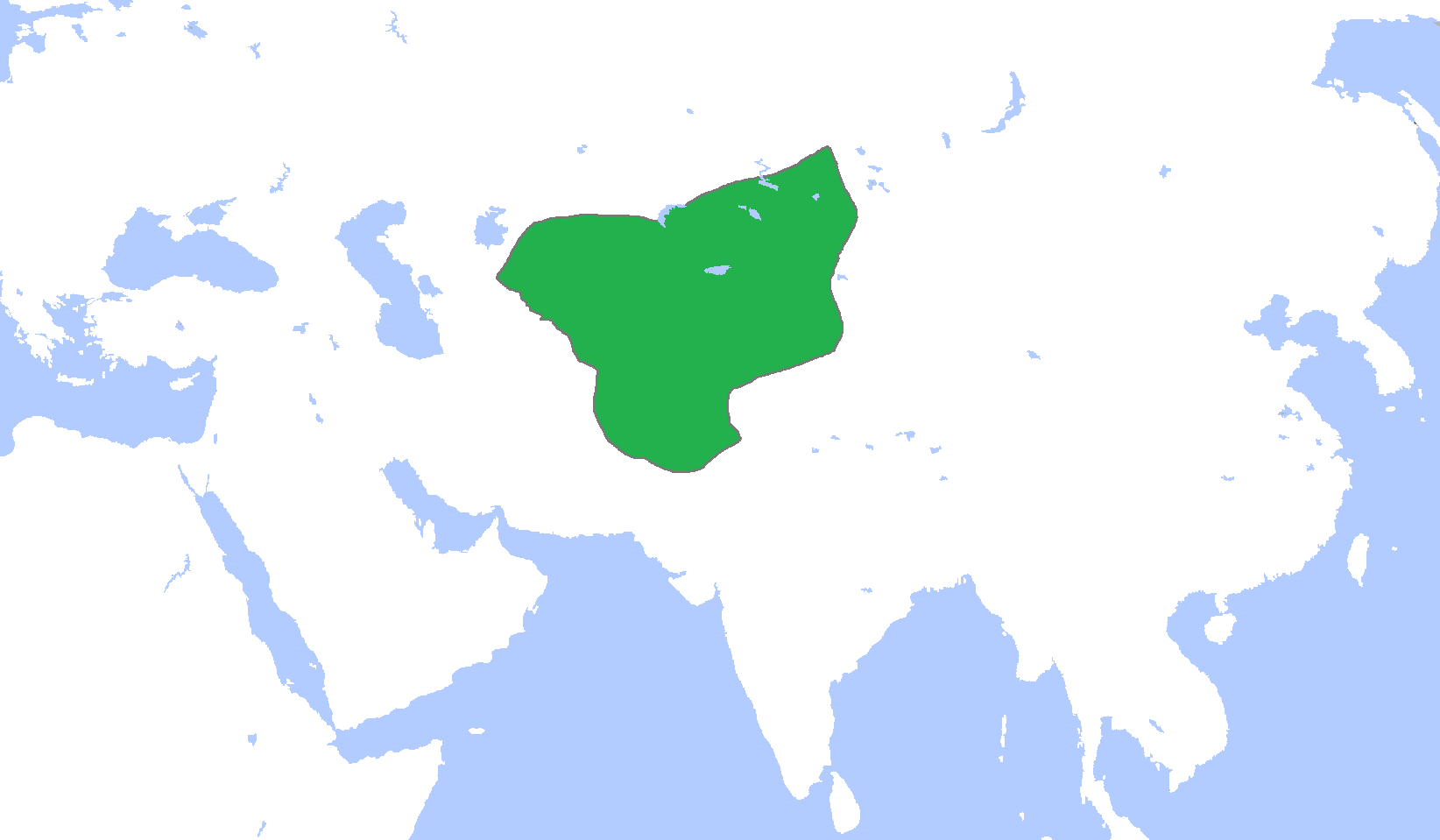
Чагатайский улус в XIII веке

В 1224 году основатель Монгольской империи Чингисхан разделил своё государство на четыре улуса, по числу сыновей. Второму сыну Чагатаю достался Мавераннахр и близлежащие территории. Улус Чагатая охватывал прежде всего бывшую державу каракитаев и Кучлука найманского (страна Хомил в монгольских памятниках), а в целом — Мавераннахр с югом Хорезма, большую часть Семиречья и Восточный Туркестан почти до Турфана (включая Кашгарию). Последним крупным центром улуса на востоке был Аксу. Однако Чагатай не был полностью независим в своем улусе и все еще получал приказы из Каракорума. Когда он отправил в отставку наместника Мавераннахр Махмуда Ялавача, Угэдэй восстановил Махмуда, династия которого продолжала управлять регионом даже после смерти Чагатая. В 1238 году в Бухаре произошло мусульманское восстание, но сын Махмуда Масуд подавил его на следующий год, прежде чем монгольские войска смогли прибыть, тем самым спасая население от монгольской мести.
Три группы тюрков-карлуков (в Семиречье, Фергане и на тибетской границе) со времён Чингисхана считались автономными и в этом качестве были включены в племенную систему улуса. К внешним границам державы улус выходил только на юге, где они шли по западному Куньлуню и южным отрогам Памира.
Чагатай предоставил дуглатам территорию на юге от Тянь-Шаня. Дулаты называли свою территорию Манглай-Субе или Южная сторона.
Ставка Чагатая находилась к западу от Алмалыка (совр. Кульджа или Инин) в Семиречье и называлась Куяш и Улуг-иф (Улуг-уй — «Большой дом»). Долина Или с главным городом Алмалыком составляла центральную часть его владений и называлась «Иль-аларгу». В Мавераннахре реальной властью обладал скорее хорезмийский купец, наместник Махмуд Ялавач (1225—1238), назначенный прямо хаганом Угэдэем, чем Чагатай. В 1238 году Чагатай без согласия хана сместил Махмуда. Хан упрекнул брата, но передал ему Мавераннахр в непосредственное гражданское управление, передав откуп налогов сыну Махмуда Масуд-беку (1238—1289) и одновременно расширив его полномочия на весь Улус Чагатая.

### Положение после смерти Чагатая
Чагатай умер в том же 1241 году (по другим данным — в 1242), что и Угэдэй, но несколько позже, завещав престол своему внуку Хара-Хулагу, сыну Мутугэна.
После избрания Гуюка, сына Угэдэя, новым ханом, Гуюк низложил Хара-Хулагу, объявив, что при жизни сына внуку нельзя наследовать трон, и отдал Чагатайский улус старшему сыну Чагатая — Есу-Мункэ. Итак, с 1246/1247 годов улусом по воле Гуюка правил Есу-Мункэ; он пьянствовал, не обращая внимание на дела, которыми заправляла его жена, и вскоре должен был взять себе в соправители своего племянника Бури. Ставка Есу-Мункэ располагалась в Алмалыке.
Хара-Хулагу умер по дороге домой, и его преемником стал его сын Мубарек-шах. Мубарек-шах был слишком молод, чтобы править, и государственными делами управляла его мать Орхана.
После смерти в 1248 году великого хана Гуюк-хана Чингизиды разбились на два враждебных лагеря: потомки и родственники Джучи и Толуя и потомки и родственники Угэдея и Чагатая. Противоречия внутри каждого из этих двух лагерей временно затушевались. Три года продолжалась сначала завуалированная, потом открытая борьба, прежде чем в 1251 году великим ханом окончательно был провозглашен Мункэ-хан — сын Толуя и представитель первого лагеря. Эта победа была настоящим кровавым переворотом, ибо были казнены не только многие приближенные сановники из лагеря противника, но также и некоторые царевичи, потомки Угэдея и Чагатая.
После курултая 1251 года и воцарения Мунке большинство взрослых чагатаидов было казнено. Улус поделили Мунке и Бату, к которому отошёл Мавераннахр.

### Деятельность Алгу-хана
После смерти Мунке-хана (1259 г.) в 1260 году великими ханами Монгольской империи были провозглашены сразу два его брата — Хубилай и Ариг-Буга. К начавшейся между этими двумя Толуидами борьбе за власть они привлекли и Чагатаидских царевичей. В том же 1260 году Ариг-Буга заменил на престоле Чагатайского улуса Мубарек-шаха Алгуем (Алгу), внуком Чагатая. Алгу же, укрепив здесь собственную власть, повернулся против бывшего друга — он восстал против Ариг-Буги и перешел на сторону Хубилая. Ариг-Буга напал на него, и Алгу, после первоначального успеха в отражении армии Ариг-Буги, в итоге был вынужден бежать в Самарканд в 1263 году. Ариг-Буга в его отсутствие опустошил район Или. Алгу смог набрать новую армию с помощью Орханы и Масуда Ялавача. Затем он отразил вторжение Хайду и изгнал Ариг-Бугу, который сдался Хубилаю в 1264 году. Алгу действовал в Средней Азии энергично и за короткий срок изгнал всех джучидских наместников и овладел даже Хорезмом, который до этого всегда входил в состав Золотой Орды. Таким образом, Чагатайский улус был восстановлен снова. Алгу умер в 1265 году.

### После Алгу-хана
После смерти Алгу (1265 г.) началась борьба между Мубарек-шахом, Борак-ханом, а позже и Хайду, теперь уже на территории непосредственно Средней Азии. В 1265 году Орхана вновь посадила на трон своего сына, Мубарека-шаха. Мубарек-шах был первым Чагатайским ханом, принявшим ислам. Его правление было прервано двоюродным братом Бораком, который сверг его при поддержке Хубилая. Борак-хан, как и Мубарек, стремясь к более тесным связям с населением оседлых областей, принял ислам. Вражда царевичей и военные действия, сопровождавшиеся грабежом и насилием, наносили непосредственный ущерб населению. Так продолжалось до 1269 года, когда в долине реки Талас собрался курултай, на котором было решено, что царевичи по-прежнему будут жить в горах и степях, и не будут вмешиваться в дела управления культурными земледельческими районами, не будут вытаптывать посевы и угонять стада. Менгу-Тимур, Борак-хан, Хайду-хан признали друг друга независимыми государями и заключили союз против великого хана Монгольской империи Хубилая на случай, если он попробует оспорить их независимость.
Борак-хан вступил в конфликт с Хубилаем по вопросу управления Таримским бассейном. Борак прогнал агента, посланного Хубилаем, чтобы управлять регионом, и когда Хубилай послал отряд из 6000 всадников, Борак встретил их с 30 000 человек, заставив отступить. Борак также вступил в конфликт с Хайду, который завербовал золотоордынского хана Менгу-Тимура для нападения на Борака. Имея за спиной 50-тысячную армию Золотой Орды, Хайду вынудил Борака бежать в Мавераннахр. В 1267 году Барак заключил мир с Хайду и отказался от территории к востоку от Мавераннахра. Затем Хайду вынудил Борака вторгнуться в Ильханат. Борак напал первым, победив князя Бучина, правителя Хорасана и брата Абаки-хана. Абака бросился из Азербайджана и разбил Борака под Гератом 22 июля 1270 года, вынудив его отступить. На обратном пути он упал с лошади и был искалечен, поэтому провел зиму в Бухаре, где вскоре умер. Перед смертью он принял ислам.
Четыре сына Борака и два сына Алгу восстали против Хайду после смерти Борака, но они постоянно терпели поражение. Хайду возвел Негубея на трон в качестве хана Мавераннахра. Когда Негубей восстал, он был убит и заменен другим ханом, Буга Тимуром в 1274 году. Неизвестно, когда умер Буга Темур, но после этого ханом стал сын Борака Дува. Тем временем Абака вторгся в Мавераннахр в 1272 году и разграбил Бухару, увезя 50 000 пленников.
В 1275 году Дува присоединился к Хайду в войне против империи Юань, но был отброшен. В 1295 году Дува вторгся в Пенджаб и опустошил этот регион. Несколько вторжений в Делийский султанат также имели место, но ни одно из них не смогло продвинуться вперед. В сентябре 1298 года Дува захватил в плен зятя Тэмура Коргуза и предал его смерти, но сразу же после этого потерпел сокрушительное поражение от войск Юань. В 1301 году они снова потерпели поражение при нападении на Каракорум, и Хайду погиб во время отступления.
После смерти Хайду в 1301 году Дува и сын Хайду Чапар признали власть Юань в 1303 году. Однако Дува отбросил свою преданность Чапару. И Юань, и Дува напали на Чапара, вынудив его сдать свою территорию Дуве в 1306 году. Тем временем принц Тургай вторгся в Делийский султанат в 1303 году и разграбил Делийский регион. В 1304 году они вторглись снова, но потерпели сокрушительное поражение. Вскоре после этого Дува умер, и ему наследовал его сын Кончак, который правил всего полтора года до своей смерти. Один из братьев Буги Тимура, Талик, захватил власть, но семья Дувы взбунтовалась и убила его на пиру. Младший сын Дувы Кебек стал ханом. Кебек снова вторгся в Делийский султанат в 1305 году, разграбив область Мултан, но потерпел поражение на обратном пути. Чапар воспользовался политической неразберихой, чтобы напасть на Кебека, но потерпел поражение и бежал в империю Юань. Другой курултай был проведен в Чагатайском улусе, которое избрало другого сына Дувы, Эсена-Буку, который занял трон, уступленный Кебеком. В 1315 году Эсен-Бука вторгся в Ильханат в поддержку внука Дувы, Давуда ходжи, который обосновался в восточном Афганистане. Он разбил армию Ильханата на Мургабе и дошел до Герата, но был вынужден отступить, когда Юань напала на него с востока. Юаньская армия опустошила Иссык-Кульскую область. В 1315 году чагатайский правитель Ясур перешел на сторону Ильханата, но восстал, захватив Хорасан. Войска Чагатайского улуса и Ильханата атаковали Ясура. Он был убит, когда бежал. Эсен-Бука умер в 1318 году, после чего Кебек вернулся к власти. Он заключил мир с Ильханатом и династией Юань и правил до 1325 года.

### Деятельность Масуд-бека
При всех междоусобиях среди Чингисидов, фактически управляли Средней Азией сначала хорезмийский купец Махмуд Ялавач, затем его сын Масуд-бек, а затем последовательно три сына последнего. Монголов действительно не интересовало управление Средней Азией и ее внутренние дела и единственный смысл владения Средней Азией они видели в получении с нее доходов через своего ставленника. Масуд-бек пережил многих номинальных чагатаидских и прочих владетелей улуса: он выполнял свою задачу поставки оговоренных со Средней Азии доходов и поэтому оставался на своем посту вне зависимости от междоусобной борьбы.
При Хайду и его сподвижнике, а затем и заместителе Дува-хане в Средней Азии установилось относительное спокойствие. Но и то время от времени грабежи и насилия нарушали нормальное течение жизни. В частности, в 1272—73 годах Бухара была сначала ограблена войском хулагуидского государя, затем чагатаидскими царевичами, а потом уже все вместе продолжали резню и грабеж, так что город и его округ были совершенно опустошены и семь лет там не было жизни.

### Правление Кебек-хана
Кебек пришел к власти после смерти чагатаида Эсен-Буки в 1318 году. Он наиболее последовательно проводил курс на переход к оседлому образу жизни. Он порвал с кочевыми обычаями, переселился в Мавераннахр, провёл денежную и административную реформу. Кебек-хан разделил страну на административные единицы — туманы. Он стал первым ханом, который чеканил единую монету для всего государства с собственным именем. Монетные дворы размещались в Самарканде, Бухаре, Термезе.
Кебек-хан старался восстановить городскую жизнь, наладить земледельческое хозяйство и торговлю. Введенная им в 1321 году в обращение серебряная монета стала известна как «кебеки». В нарушение традиций кочевников Кебек-хан отстроил в Карши дворец. Реформы Кебек-хана были враждебно встречены кочевой аристократией. Поэтому они имели в целом ограниченный характер.
Исследования А. П. Григорьева показали, что некоторыми ханами, Кебеком и правителем Могулистана Тоглук-Тимуром, использовалась уйгурская письменность для выражения монгольского языка на территории Чагатайского улуса до 1353 года, а более поздние документы были составлены на тюркском и персидском языках.
Попытки разных ханов укрепить единство монгольских владений, в частности административные и финансовые реформы Кебек-хана (1318—1326), не смогли устранить политической раздробленности. К XIV веку произошла исламизация и тюркизация чингизидов.
В середине XIV в. улус Чагатая разделился на два самостоятельных государства Моголистан (в состав которого вошли Кашгария и Семиречье) и Чагатайское ханство в Мавераннахре.

### Денежные реформы
Монгольское нашествие привело почти к полному краху денежных отношений. В 1250-х годах выпускались монеты с тюркскими и персидскими надписями: «В Самарканде и вне его, кто не будет брать (эту монету) тот преступник». Новый этап начинается с денежной реформы хорезмийского купца и наместника монголов в Средней Азии Масуд-бека после курултая 1269 г., когда несколько монетных дворов Средней Азии (Тараз, Кенджде, Отрар) приступили к регулярному чекану серебряной монеты одной пробы, одного весового стандарта и внешне оформленных по единым правилам. Чагатайский хан Кепек, ввел после 1321 года, в обращение крупные серебряные динары весом около 8 грамм.

### Окончательный крах улуса
Чагатайский улус уже к 1340-м годам фактически распался на ряд владений. В восточной части улуса был образован Могулистан. В западной части (Мавераннахр) образовались различные владения. В 1346 году к власти пришёл эмир нечингизидского происхождения Казаган. Таким образом, власть Чагатаидов в Мавераннахре прекратилась.

## Система управления
Существовало две основные системы управления в улусе Чагатая. Первая система управления распространялась на степные и предгорные районы и основывалась на базе установленной Чингисханом десятичной системы нойонов, темников, тысячников. Вторая система управления распространялась на различные земледельческие районы и городскую территорию и основывалась на том, что монгольские ханы наделили полномочиями управления данных территорий представителя богатого и знатного рода — Махмуда Яловача. Сыновья и внуки Махмуда Яловача после его кончины также назначались монгольскими ханами в качестве управленцев на данную территорию. Главной задачей назначенных правителей было обеспечение бесперебойных поступлений различных материальных благ (денежных средств, драгоценностей, продуктов земледелия, съестных припасов, различных трудов ремесленников и иного) в пользу монгольских ханов. Силовой опорой назначенных правителей являлись военные отряды, возглавляемые баскаками, а административной опорой являлись чиновники-ильчи (посланцы монгольских ханов по различным вопросам).
Представителям господствующих кланов признававшим власть монгольских ханов могли быть дарованы различные привилегии оформленные в форме официальных грамот (ярлыков) или пайцзы (сделанные из благородных металлов специальные знаки). К таким привилегиям относились: право занятия определенных видов должностей, получение содержания и иное. Результатом вышеуказанной управленческой политики явились постоянные злоупотребления выражающийся в постоянных поборах местного трудового населения.

## Родной язык Чагатаидов в XIV веке
Приводя сведения о правителе Чагатайского улуса Кебек-хане (1318—1326), арабский путешественник Ибн Баттута приводит сведения, что он говорил по-тюркски: Царь (Кебек-хан) удивился и сказал: «Йахши», что по‐тюркски означает «хорошо». Это свидетельство говорит о том, что чингизиды Чагатайского улуса в начале XIV века перешли на местный среднеазиатский карлукский вариант тюркского языка.

## Этноним
Из всех сыновей Чингис-хана Чагатай был единственным, имя которого перешло к его династии и основанному этой династией государству. Особенным значением среди чагатаев пользовались четыре рода: арлат, джалаир, каучин и барлас. По мнению некоторых исследователей, термин «чагатай» первоначально прилагался именно к этим монгольским племенам, составлявшим войско Чагатая. Тюркские или тюркизированные кочевники в Мавераннахре и в XV веке, составлявшие привилегированное военное сословие, когда там уже давно не было династии, происходившей от Чагатая, всё ещё называли себя «чагатаями».
После распада Чагатайского улуса на два отдельных государства в середине XIV в. термин «чагатай» сохранилось только за западным государством (государством Тимура) и его населением. Жители двух новообразованных государств, пишет Хайдар Дулати, «по причине взаимной неприязни называют друг друга разными уничижительными именами, а именно: чагатаи называют моголов — джете, а моголы именуют чагатаев караунасами».
После смерти Тамерлана в 1405 году политическая ситуация в стране резко изменилась. Если при Тимуре термин «чагатай» относился не ко всему населению страны, но только к военному сословию, то в XV веку он приобрёл более широкое значение: чагатаями стали именовать часть тюркского населения Мавераннахра, включая и ранее пришедшие племена (например, карлуков). Представители Тимуридской элиты, Алишер Навои, Захир ад-дин Бабур считали себя тюрками, а Бабур считал население Андижана тюрками. Он писал в своих мемуарах: «Жители Андижана — все тюрки; в городе и на базаре нет человека, который бы не знал по-тюркски. Говор народа сходен с литературным».
Позже, в период борьбы Тимуридов с Мухаммедом Шейбани, население Мавераннахра, в некоторых источниках именовалось «чагатайским народом» (чагатай эли), в противоположность пришлым узбекам. По этнографическим данным, часть населения Мавераннахра ещё в начале XX в. достаточно стойко сохраняла самоназвание «чагатай».

## Символы по западноевропейским источникам
Города Чагатайского улуса в XIV веке изображены с поднятыми знамёнами с жёлтым квадратом на белом полотне. Знамёна можно увидеть во всех городах Чагатайского улуса в Каталонском атласе (1375).

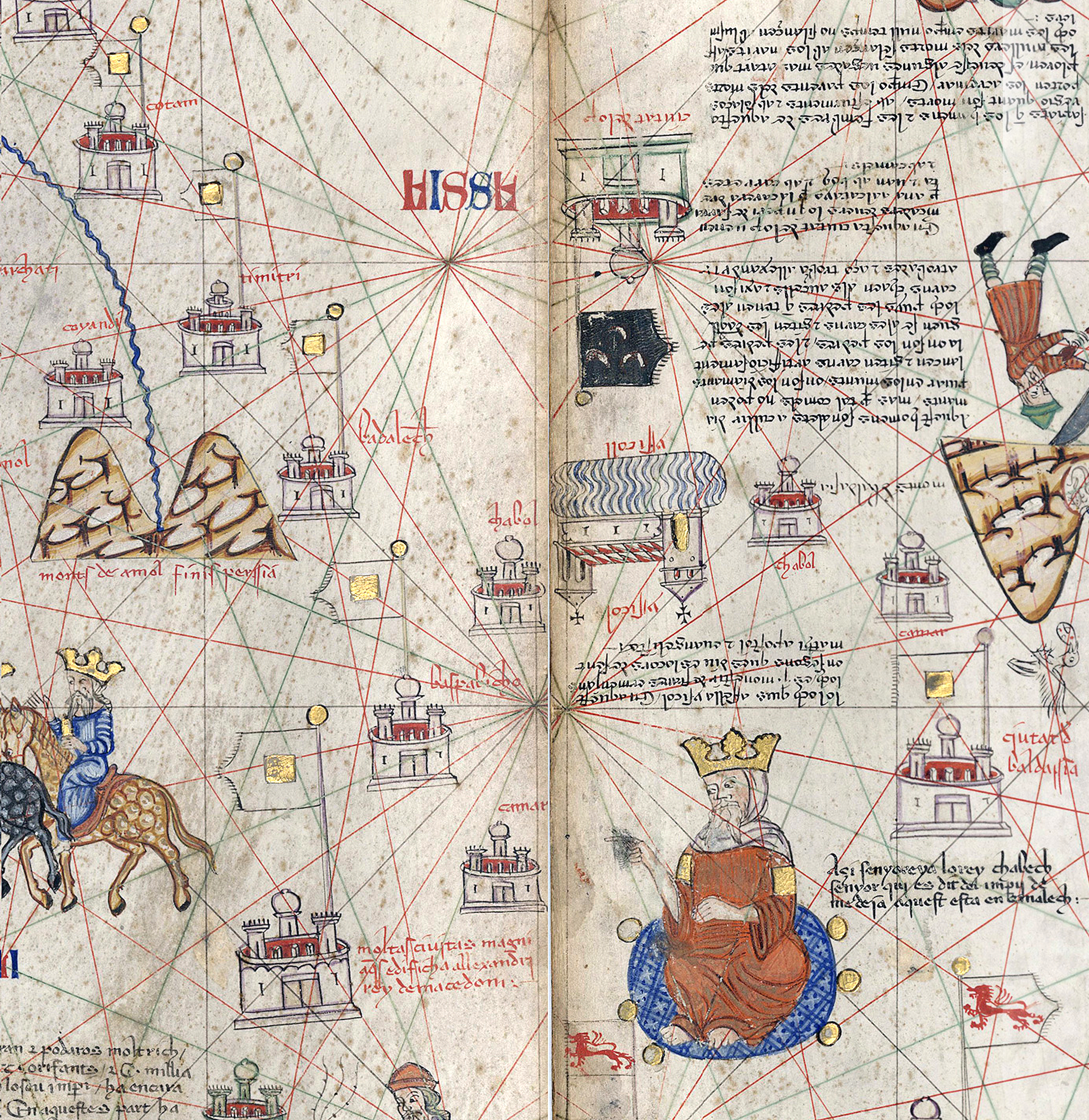
Чагатайский улус в Каталонском атласе

## Примечание
1. ↑  Раимкулов Абдисабур Аззамович. Древние и средневековые кочевнические города Кашкадарьи (Узбекистан) // Археология евразийских степей. — 2022. — № 3. — С. 36—43. — ISSN 2587-6112. Архивировано 17 января 2023 года.
2. ↑  История Казахстана и Центральной Азии. — Билим, 2001. — С. 245. — 611 с. — ISBN 9785766724438.
3. ↑  Григорьев А. П. Монгольская дипломатика XIII-XV вв: чингизидские жалованные грамоты. — Изд-во Ленинградкого университета, 1978. — С. 12. — 134 с.
4. ↑  Jonathan M. Adams, Thomas D. Hall and Peter Turchin (2006). "East-West Orientation of Historical Empires" (PDF). Journal of World-Systems Research (University of Connecticut). 12 (no. 2): 219–229.
5. ↑  Каррыев А. История Туркменистана. — Туркменистан, 1966. — С. 69. — 534 с.
6. ↑  See Barnes, Parekh and Hudson, p. 87; Barraclough, p. 127; Historical Maps on File, p. 2.27; and LACMA for differing versions of the boundaries of the khanate.
7. ↑  Grousset, 1970, p. 328.
8. ↑  Бартольд В. В. Очерк истории Семиречья Архивная копия от 31 января 2021 на Wayback Machine, Фрунзе, 1943. стр. 45.
9. 1 2  Grousset, 1970, p. 329.
10. ↑  Grousset, 1970, p. 331.
11. 1 2  Grousset, 1970, p. 332.
12. 1 2 3  Давидович Е. А. Денежное хозяйство Средней Азии после монгольского завоевания и реформа Масуд-бека — М.: Наука, 1972.
13. ↑  Grousset, 1970, p. 334.
14. ↑  Biran, 1997, pp. 30–2.
15. ↑  Grousset, 1970, p. 335.
16. ↑  Grousset, 1970, p. 339.
17. ↑  Grousset, 1970, p. 336.
18. ↑  Grousset, 1970, p. 340.
19. ↑  Григорьев А. П. Монгольская дипломатика XIII-XV вв: чингизидские жалованные грамоты. — Ленинград: Изд-во Ленинградкого университета, 1978. — С. 12. — 138 с.
20. ↑  Камышев А. М. Фальшивомонетничество в Чагатайском улусе Архивная копия от 27 марта 2019 на Wayback Machine / Золотой червонец, 2018. — № 4.
21. ↑  Петров П. Н. Еще раз о монетной реформе Мас уд-бека 670/1271-1272 гг. в государстве Чагатаидов // Вестник СПбГУ. Серия 2. История. — 2008. — № 1. — С. 201—213.
22. ↑  Чистяков О.Н., Новицкая Т. Е., Дюков Л. В., Таукелев А. Н. История отечественного государства и права. Часть 1. — Юрайт (Москва). — С. 88—106. — 476 с. — ISBN 978-5-9916-1209-8.
23. ↑  Ибрагимов Н. Ибн Баттута и его путешествия по Средней Азии. — Москва: Наука, 1988. — С. 99—100. — 128 с.
24. 1 2  Султанов Т. И. К историографии этнополитической истории улусов Джучи и Чагатая. Золотоордынское обозрение, Т. 5, № 1, 2017. С. 74—92.
25. ↑  Благова Г. Ф. «Тюркск. чаҕатаj — русск. чагатай-/джагатай- (Опыт сравнительного изучения старого заимствования) Архивная копия от 10 апреля 2020 на Wayback Machine» // Тюркологический сборник 1971. Сборник памяти В. В. Радлова. М.: «Наука», Главная редакция восточной литературы, 1972. С. 167—205.
26. ↑  Ибрагимов С. К. Материалы по истории казахских ханств XV—XVIII веков: (Извлечения из перс. и тюрк. сочинений). — Алма-Ата: Наука, 1969. — С. 216. — 648 с.
27. ↑  Народы Средней Азии и Казахстана, М.,1962, с.171.
28. ↑  Бабур-наме. Перевод М. Салье. Ташкент. Главная редакция энциклопедий. 1992. с.30-31
29. ↑  Трепавлов В. В. Шибаны: несостоявшийся этноним Архивная копия от 5 июня 2020 на Wayback Machine. Золотоордынское обозрение, Т. 7, № 2, 2019. С. 351—371.
30. ↑  Юрченко А. Г. Улус Джучи на карте мира XIV в. (знаки и символы Каталонского атласа 1375 г.) // Золотоордынская цивилизация : журнал. — 2008. — С. 40. Архивировано 22 июня 2020 года.